# Elm Point

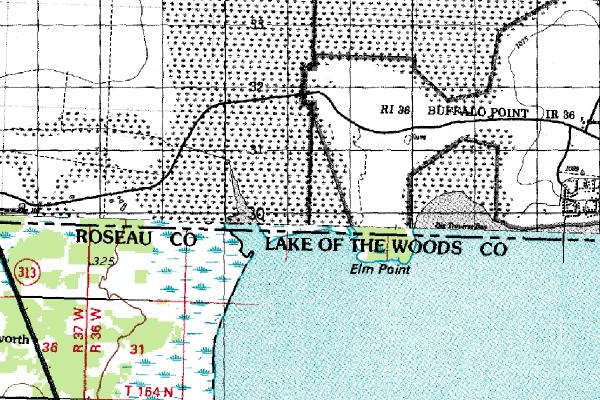
Mapa de la zona, incluyendo Elm Point.

Elm Point, Minesota, ubicada en el condado de Lake of the Woods, es un pequeño cabo deshabitado y exclave de los Estados Unidos, al suroeste del Northwest Angle, cerca de la comunidad de la nación originaria de Buffalo Point. Limita con la provincia canadiense de Manitoba en el paralelo 49° N y se separa del resto del territorio continental de Estados Unidos por el Lago de los Bosques.
Además de Elm Point, hay algunas pequeñas parcelas de tierra que se extienden al sur del paralelo 49, al oeste de Elm Point.